# Panthiades
Panthiades is een geslacht van vlinders van de familie Lycaenidae, uit de onderfamilie Theclinae.

## Soorten
- P. bathildis (Felder & Felder, 1865)
- P. battus (Cramer, 1779)
- P. bitias (Cramer, 1779)
- P. boreas (Felder & Felder, 1865)
- P. hebraeus (Hewitson, 1867)
- P. ochus (Godman & Salvin, 1887)
- P. paphlagon (Felder & Felder, 1865)
- P. pelion (Cramer, 1775)
- P. phaleros (Linnaeus, 1767)